# Axyris sphaerosperma
Axyris sphaerosperma là loài thực vật có hoa thuộc họ Dền. Loài này được Fisch. & C.A.Mey. mô tả khoa học đầu tiên năm 1840.